# Brazilië op de Olympische Winterspelen 2018
Brazilië was een van de deelnemende landen aan aan de Olympische Winterspelen 2018 in Pyeongchang, Zuid-Korea.

## Deelnemers en resultaten

### Alpineskiën
Mannen
| Olympiër      | Onderdeel    | Resultaat | Prestatie             |
| ------------- | ------------ | --------- | --------------------- |
| Michel Macedo | reuzenslalom | DNF       | run 1: niet gefinisht |
| Michel Macedo | slalom       | DNF       |                       |
| Michel Macedo | Super G      | DNS       | niet gestart          |

### Bobsleeën
Mannen
| Olympiër                                                                     | Onderdeel   | Resultaat | Prestatie                                              |
| ---------------------------------------------------------------------------- | ----------- | --------- | ------------------------------------------------------ |
| Edson Bindilatti Edson Ricardo Martins                                       | tweemansbob | 27e       | run 1: 50,41 run 2: 50,22 run 3: 50,35 totaal: 2.30,71 |
| Edson Bindilatti Edson Ricardo Martins Odirlei Pessoni Rafael Souza Da Silva | viermansbob | 23e       | run 1: 49,75 run 2: 49,94 run 3: 49,80 totaal: 2.29,49 |

### Kunstrijden
Vrouwen
| Olympiër         | Onderdeel | Resultaat | Prestatie                                   |
| ---------------- | --------- | --------- | ------------------------------------------- |
| Isadora Williams | vrouwen   | 24e       | 144,18 (korte kür: 55,74; vrije kür: 88,44) |

### Langlaufen
Mannen
| Olympiër      | Onderdeel         | Resultaat | Prestatie          |
| ------------- | ----------------- | --------- | ------------------ |
| Victor Santos | 15 km vrije stijl | 110e      | 47.09,9 (+13.26,0) |

Vrouwen
| Olympiër         | Onderdeel         | Resultaat | Prestatie         |
| ---------------- | ----------------- | --------- | ----------------- |
| Jaqueline Mourão | 10 km vrije stijl | 74e       | 30.50,3 (+5.49,8) |

### Snowboarden
Vrouwen
| Olympiër     | Onderdeel      | Resultaat | Prestatie |
| ------------ | -------------- | --------- | --------- |
| Isabel Clark | snowboardcross | DNS       |           |